# Giovanni Domenico Perotti
Giovanni Domenico Perotti (Vercelli, 20 gennaio 1761 – 9 agosto 1824) è stato un compositore italiano.
È fratello maggiore del compositore Giovanni Agostino Perotti.
Originario di Vercelli, tra il 1780 e il 1781 compì gli studi musicali a Bologna sotto la guida di padre Giovanni Battista Martini e di padre Stanislao Mattei. Ultimati gli studi, fece ritorno a Vercelli, dove nel 1779 ottenne il posto di maestro di cappella della Cattedrale. Nel 1781 venne ammesso all'Accademia Filarmonica di Bologna.
Perotti scrisse alcuni melodrammi, tra i quali va ricordato Zemira e Gondarte, rappresentato ad Alessandria nel 1787. Si sono conservati anche una Sinfonia per orchestra, alcune cantate profane, pezzi di musica sacra, un'opera didattica sul contrappunto.